# Wantun
Wantun és un grup de música d'indie pop rock ubicat a Blanes, Catalunya. El nom “Wantun” prové d'un menjar xinès apreciat pels components del grup durant l'època universitària. És una espècie de patata fregida farcida (habitualment a base de porc; gambes o ostres; gingebre i ceba o pastanaga; oli de sèsam i salsa de soja) a l'interior. El grup va ser refundat el 2006 després de la marxa d'en Marc Vilanó, un dels membres fundadors i d'una època versionant els nous estàndards del rock (The Strokes, Franz Ferdinand, The White Stripes, etc.). En Ricard Borrell (baix) i en Francesc Borrell (bateria) romanen al grup des de la formació original. La formació actual, des de 2009, es completa amb en Toni Sànchez (veu i guitarra acústica), l'Aleix Iglesias (guitarra elèctrica i sintetitzadors) i en Jordi Ibàñez (guitarra elèctrica). Wantun ha publicat dos EP i dos LP.
La música de Wantun està inspirada i influenciada per una àmplia varietat d'estils i d'artistes, especialment per tot el so indie de Barcelona. La seva música es pot qualificar d'indie pop o d'indie rock amb certs tocs d'electrònica.

## Història

### Creació
Wantun va ser reinventat després del trencament del trio fundador de la formació original: Marc Vilanó, Ricard Borrell i Francesc Borrell. En Marc Vilanó va haver de marxar per motius personals del grup. En aquell moment la banda estava formada per l'Àlex Cabezuelo, en Ricard Borrell i en Francesc Borrell. En un gir copernicà Wantun va començar a versionar els estàndards del rock independent del moment (The Strokes, Franz Ferdinand, The White Stripes, etc.). Va ser un període d'aprenentatge i anàlisi de les noves sonoritats del panorama musical per tots els membres del grup. Es van afegir al projecte en Joan Claret i en Rafel Torroella.

### EPModernitat
Després de dos anys fent versions les inquietuds musicals dels components del grup se centren en la creació de nous temes. Durant aquest període creatiu en Rafel Torroella abandona el grup per motius laborals i familiars. És substituït per en Jordi Ibàñez a la guitarra. Amb deu temes propis el grup es presenta a Blind Records (Febrer 2008) per gravar el seu primer EP Modernitat (Autoeditat), amb la producció de The Blind Joes. L'EP es grava, mescla i masteritza en una setmana als mateixos estudis. Es presenta l'EP al concurs Sona9 de la revista Enderrock. En l'avaluació de l'EP en Ferran Amado (periodista musical) comenta:
Wantun ha demostrat que al llarg de la dècada que porten junts han escoltat molta i bona música. La personalitat d'aquesta formació pop de Blanes queda fora de dubte, amb uns arranjaments realment precisos i fets amb bon gust. L'indie català ja té un nou nom per començar a tenir en compte.
Aquest mateix any 2008 la cançó Final és escollida per participar en el recull de grups finalistes del concurs Sona9. Wantun guanya el Premi Votació Popular del concurs Sona9 el mateix 2008 i actua a escenaris com l'Acampada Jove i el Mercat de la Música Viva de Vic sota una intensa pluja. La banda també queda finalista de l'edició 2008 del premi Enganxa't a la Música, quedant en segon lloc en les votacions de les emissores de ràdio de tot el territori de parla catalana. El tema Spectiu és escollit pel jurat del X Premi Carles Sabater com la millor cançó en català de l'any. El premi dona un impuls definitiu a la carrera discogràfica del grup.
Durant aquest període en Joan Claret es veu obligat a abandonar el grup per anar a Londres. La recomposició temporal del grup pels concerts suposa la incorporació d'en Javi Gómez (bateria) i en Moiguitar (guitarra). En Francesc Borrell passa temporalment a tocar el teclat.
El grup completa l'any essent aposta de futur de les comarques de Girona pel diari El Punt.
Modernitat finalment s'edita el 19 de febrer de 2016 amb l'anunci del fitxatge per la discogràfica catalana Luup.

### LPAnimalia[calcitació]
El juny de 2009 el grup es tanca als estudis Blind Records amb The Blind Joes com a productors i amb la col·laboració especial d'en Roger Marín (i la Miri Ros a "Dilluns Nit") per gravar el primer LP Animalia (Picap, 2010). Abans de la gravació es produeixen canvis importants a la formació: a principis d'any l'Aleix Iglesias s'uneix a wantun; pel maig en Toni Sánchez substitueix l'Àlex Cabezuelo a la veu. Amb les 13 cançons gravades la discogràfica Picap mostra el seu interés per editar el disc. L'acord se signa pel setembre de 2009.
El disc surt al mercat l'1 de febrer de 2010. Tant el disseny gràfic de la portada, del llibret, com l'elaboració del videoclip del single "Animal" s'encarreguen a la Marta Puig (Lyona), dissenyadora i realitzadora que havia captivat els components del grup pels seus treballs anteriors. El videoclip és finalista a la categoria Millor Videoclip Català del 4t Musiclip Festival 2010.

### La Marató de TV3 2010
L'estiu de 2010 wantun rep l'encàrrec de fer l'adaptació musical de la versió dels Byrds de la cançó Turn, turn, turn d'en Pete Seeger pel disc de la Marató de TV3. L'adaptació Tard, tard, tard apareix en segon lloc en l'ordre del disc. La cançó sona, des de la seva presentació el 19 de novembre a les ràdios de la CCRTV (Icat FM, Catalunya Ràdio, etc.)

### Wancub
L'any 2011, el grup musical Wantun, amb diversos col·laboradors, crea l'espectacle multidisciplinari wancub combinant el monòleg i el diàleg teatral, les projeccions interactives i la música en directe. Versions adaptades de cançons del primer disc de la banda (Animalia, Picap 2010) i noves composicions preparades per l'ocasió guien les emocions del personatge d'un singular drama beatnik. L'espectacle s'estrena el 23 d'abril al teatre de Blanes.
Aquest any també participa en l'edició 2011 del reconegut festival PopArb.

### LPAnònim X
El segon llarga durada de wantun es grava de nou a Blind Records (amb la producció de The Blind Joes). Aquest cop el disc compta amb la col·laboració d'en Valen Nieto de Raydibaum a la cançó Safaris. Anònim X sorgeix principalment de la música ideada pel grup wantun per l'espectacle multidisciplinari wancub (teatre, música i projeccions) estrenat el 2011.
El disc surt al mercat l'1 de febrer de 2012. El disseny gràfic de la portada i del llibret va a càrrec de l'estudi de disseny Hamo. L'elaboració del videoclip del single "Barney" s'encarreguen a la Marta Puig (Lyona) que ja havia col·laborat amb el grup en l'anterior disc.
Wantun col·labora també a la Marató per la pobresa de tv3 durant la primavera de 2012 participant en la gravació d'"Un gran Cor per la Marató".

### EPEp!
El segon EP de wantun es grava a Camaleó Records a l'inici de 2013. El grup assumeix les funcions de gravació, producció i mescla de les quatre cançons que conformen Ep!. La masterització és realitzada per en Víctor Garcia als estudis Ultramarinos. El disseny gràfic de la portada en digital va a càrrec de l'estudi La Rana de Barcelona.
Ep! surt al mercat exclusivament en format digital el 5 de juliol.

### LPNo hi ha herois
El tercer LP de wantun també es grava a Camaleó Records a principis de 2016. La producció d'aquest disc d'11 cançons la fa en Jaume Pla "Mazoni" que també col·labora instrumentalment i cantant a la cançó "Doblegant el temps". La masterització és realitzada als estudis Kadifornia. El disseny gràfic va a càrrec dels membres de wantun Aleix Iglesias i Ricard Borrell.
"No hi ha herois" surt al mercat en format digital el 7 d'octubre de 2016.

## Estil
L'estil de Wantun és indie pop rock. En una entrevista a El Periòdic d'Andorra en Ricard Borrell definia així l'estil:
No som un grup del que s'entén habitualment per rock català. Hem begut més de bandes de fora i també de gent que treballa a Barcelona però en castellà, com ara Sidonie i Love of Lesbian. El que passa és que nosaltres cantem en català, simplement perquè ens surt més natural. La nostra proposta creiem que va en la línia del pop més arriscat, més elaborat d'aquests grups.

## Discografia

### Modernitat

#### Participants en el disc
La música i la lletra de les cançons són de Ricard Borrell, i són interpretades per Ricard Borrell (baix), Álex Cabezuelo (veu), Joan Claret (guitarra elèctrica i acústica), Jordi Ibàñez (guitarra elèctrica) i Francesc Borrell (bateria). El disc compta amb la col·laboració especial d'en Roger Marín. The Blind Joes (Fluren Ferrer i Santos Berrocal) realitzen la producció del disc.

#### Llista de cançons
1. "Final" - 02:43
2. "Spectiu" - 02:48
3. "Aspiradora" - 02:43
4. "Indies" - 03:30

### Animalia
(Picap Febrer, 2010)
Animalia és el primer àlbum de la banda d'indie pop rock Wantun ubicada a Blanes. La gravació del disc a Blind Records finalitza el juny de 2009 i es mescla i masteritza pel juliol de 2009 al mateix estudi, que és editat i comercialitzat el 2010 per Picap amb disseny de caràtula i la gravació videoclip del primer single Animal a càrrec de Lyona (Marta Puig).

#### Crítica
El disc rep comentaris positius per part de la crítica especialitzada:
| «                                                                      | Després de dos EP, ara presenten un primer àlbum que es diu "Animàlia", amb tretze peces exorbitants de melodies coloristes del pop, que piquen l'ullet a unes guitarres que desgranen velocitat i electricitat. Wantun segueix així l'estela d'altres bandes actuals del pop barceloní. | » |
| — Lluís Gendrau, periodista musical director de l'Enderrock, a iCatFM. | |   |

| «                                                  | Aquest quintet blanenc reconeix la influència dels Strokes, però també la del brit-pop, i el seu àlbum de debut assoleix un bon equilibri entre aquests dos corrents, a la recerca d'una personalitat pròpia. El resultat son tretze cançons que, en un mercat normal (si es que això encara és possible), haurien de sonar per tot arreu. | » |
| — Xavier Castillon, suplement Presència de El Punt | |   |

| «                                          | El grup de Blanes dona un impuls a l'efervescència del pop independent en català amb un treball acurat i amb clares referències als sons d'aires britànics del nou segle. | » |
| — Laura Torrent, Enderrock de març de 2010 | |   |

#### Participants en el disc
La música i la lletra de les cançons són de Ricard i Francesc Borrell excepte 'Moment' lletra Ricard Borrell i música Aleix Iglesias, i són interpretades per Ricard Borrell (baix, programacions), Toni Sánchez (veu), Aleix Iglesias (guitarra elèctrica i acústica, programacions), Jordi Ibàñez (guitarra elèctrica) i Francesc Borrell (bateria) són els components del grup que participen en la gravació. El disc compta amb la col·laboració especial d'en Roger Marín i la Miri Ros (veu a Dilluns Nit). The Blind Joes (Fluren Ferrer i Santos Berrocal) realitzen la producció del disc.

#### Llista de cançons[29]
1. "Animal" - 03:23
2. "Arrítmia" - 03:14
3. "Camaleó Groc" - 02:44
4. "Diferent" - 02:28
5. "Enrere" - 04:45
6. "Moment" - 02:28
7. "Atmosfera" - 03:44
8. "Space Invaders" - 03:16
9. "Puça" - 02:16
10. "Serp Reumàtica" - 02:47
11. "Hank Chinaski" - 02:49
12. "Tortuga" - 02:52
13. "Dilluns Nit" - 02:30

### Anònim X
(Picap Febrer, 2012)

#### Crítica
El disc rep comentaris positius per part de la crítica especialitzada:
| «                           | Estem, doncs, davant d'un grup de rock sense fissures ni complexos, (...) la música dels Wantun és rock, i per això agrada als fans dels Stones, Who, Sopa de Cabra, Velvet i Wilco. Sí, els Wantun són rock, i una banda de rock de la bona. | » |
| — Bernat Deltell, Eix Diari | |   |

| «                           | Una combinació d'elements acústics i de música electrònica, al servei d'una veu molt present, forma el rerefons d'aquest recorregut existencial per la grisor | » |
| — Miquel Pujadó, Serra d'Or | |   |

| «               | Letras en catalán, electrónica que juguetea con las guitarras más bailables, acercándonos en varios momentos a los mejores Bloc Party y en otras ocasiones a The postal service. El disco está producido por The blind joes (Sidonie, Love of lesbian…) y es amplio en sonidos pero son las ideas claras. Nada desentona, y hay varios cortes muy bailables y pegadizos. | » |
| — Todoindie.com | |   |

#### Participants en el disc
La música i la lletra de les cançons són de Ricard Borrell i Aleix Iglesias excepte 'Safaris' i 'Capvespre' d'en Francesc Borrell, i són interpretades per Ricard Borrell (baix, programacions), Toni Sánchez (veu), Aleix Iglesias (guitarra elèctrica i acústica, programacions), Jordi Ibàñez (guitarra elèctrica) i Francesc Borrell (bateria). El disc compta amb la col·laboració especial d'en Valen Nieto Raydibaum (veu a 'Safaris'). The Blind Joes (Fluren Ferrer i Santos Berrocal) realitzen la producció del disc.

#### Llista de cançons[32]
1. "In Aether" - 03:20
2. "Noia X" - 04:12
3. "Túnel" - 03:42
4. "Alba" - 03:06
5. "Barney" - 02:26
6. "Cadaqués" - 02:57
7. "Himne" - 03:44
8. "Vida nova" - 02:37
9. "Safaris" - 03:12
10. "Capvespre" - 04:31
11. "Out Aether" - 03:24

### Ep!
(Picap Juliol, 2013)

#### Crítica
El disc rep comentaris positius per part de la crítica especialitzada:
| «                                 | Del que no hi ha dubte és que aquest retorn guitarrero del grup català de Blanes ens agrada i molt. Estic segura que qualsevol persona que escolti aquest nou treball es quedarà amb ganes de més i se li farà curt. “Ep!” és pel cos com un vermouth de cervesa i quatre tapes que et posen a to i t’obren la gana apunt per tastar el dinar. Un dinar que esperem no trigui massa però que sabem amb certesa que, si segueix la línia de les tapes, serà espectacular. | » |
| — J.B., Web La Cultura No Val Res | |   |

| «                   | La voz de Toni Sánchez crece muchos enteros y es capaz de modularla para transmitir a la voz ternura, poder, seguridad e incluso tristeza, y prueba de ello, por ejemplo, La Mar Fuma, con un poso de nostalgia en sus adentros “el cap se’n va, respiro fort i veig l'amor com es desfà / la cabeza se va, respiro fuerte y veo como se deshace el amor” es la muestra quizás más evidente de lo que digo. | » |
| — LaVozTelurica.com | |   |

#### Participants en el disc
La música i la lletra de les cançons són de Ricard Borrell i Aleix Iglesias excepte 'Funeral' d'en Francesc Borrell, i són interpretades per Ricard Borrell (baix, programacions), Toni Sánchez (veu), Aleix Iglesias (guitarra elèctrica i acústica, programacions), Jordi Ibàñez (guitarra elèctrica) i Francesc Borrell (bateria). La mescla i la gravació és a càrrec de l'Aleix Iglesias.

#### Llista de cançons[34]
1. "La mar fuma" - 03:48
2. "Funeral" - 03:01
3. "Nuclear" - 03:01
4. "A Prop Teu" - 03:30

### No hi ha herois
(Luup Records Octubre, 2016)

#### Participants en el disc
La música i la lletra de les cançons són de l'Aleix Iglesias en Ricard i en Francesc Borrell i són interpretades per Ricard Borrell (baix, programacions), Toni Sánchez (veu), Aleix Iglesias (guitarra elèctrica i acústica, programacions) i Francesc Borrell (bateria). El disc compta amb la col·laboració especial d'en Jaume Pla Mazoni (veu a 'Doblegant el temps' i guitarres i veus a altres temes). En Jaume Pla Mazoni realitza la producció del disc.

#### Llista de cançons
1. "Bèstia" - 02:56
2. "Deliri amable" - 03:22
3. "Doblegant el temps" - 02:53
4. "Relats d'eufòria" - 03:38
5. "Una estaca al cor" - 02:21
6. "Segur que em trobes a faltar" - 03:02
7. "No hi ha herois" - 03:19
8. "Dels marges" - 03:00
9. "L'atracció del buit" - 02:31
10. "Salvar-me de mi" - 03:53
11. "El rei del món" - 02:19

## Formació
Unable to compile EasyTimeline input:

Timeline generation failed: 4 errors found

Line 17:  bar:Joan Vissi text:"guitarrista" from:2016 till:end color:official

- Invalid attribute 'Vissi' ignored.

```
 Specify attributes as 'name:value' pairs.

```

Line 21:  bar:Albert Vives text:"teclats en directe" from:2010 till:2011 color:official

- Invalid attribute 'Vives' ignored.

```
 Specify attributes as 'name:value' pairs.

```

Line 23:  bar:Joan Claret text:"guitarrista" from:2006 till:2009 color:official

- Invalid attribute 'Claret' ignored.

```
 Specify attributes as 'name:value' pairs.

```

Line 24:  bar:Rafel Torroella text:"guitarrista" from:2006 till:2007 color:official

- Invalid attribute 'Torroella' ignored.

```
 Specify attributes as 'name:value' pairs.

```

## Premis i concursos[calcitació]
| Any  | Guardó                                                              | Motiu                      | Resultat  |
| ---- | ------------------------------------------------------------------- | -------------------------- | --------- |
| 2013 | Premi Millor Videoclip (Festival Internacional de Cinema en Català) | Barney (dirigit per Lyona) | Guanyador |
| 2012 | Premi Disc Català de l'Any (Ràdio 4)                                | LP Anònim X                | Finalista |
| 2010 | Musiclip Festival Millor Videoclip Català                           | Animal                     | Finalista |
| 2008 | Premi Carles Sabater                                                | Spectiu                    | Guanyador |
| 2008 | Premi Popular Concurs Sona9                                         | EP Modernitat              | Guanyador |
| 2008 | Enganxa't a la música                                               | EP Modernitat              | Finalista |